# Skeidshovden
Skeidshovden är ett berg i Antarktis. Det ligger i Östantarktis. Norge gör anspråk på området. Toppen på Skeidshovden är 2 730 meter över havet, eller 237 meter över den omgivande terrängen. Bredden vid basen är 5,4 km.
Terrängen runt Skeidshovden är platt söderut, men norrut är den kuperad. Trakten är obefolkad. Det finns inga samhällen i närheten.